# علم جنس نسوي

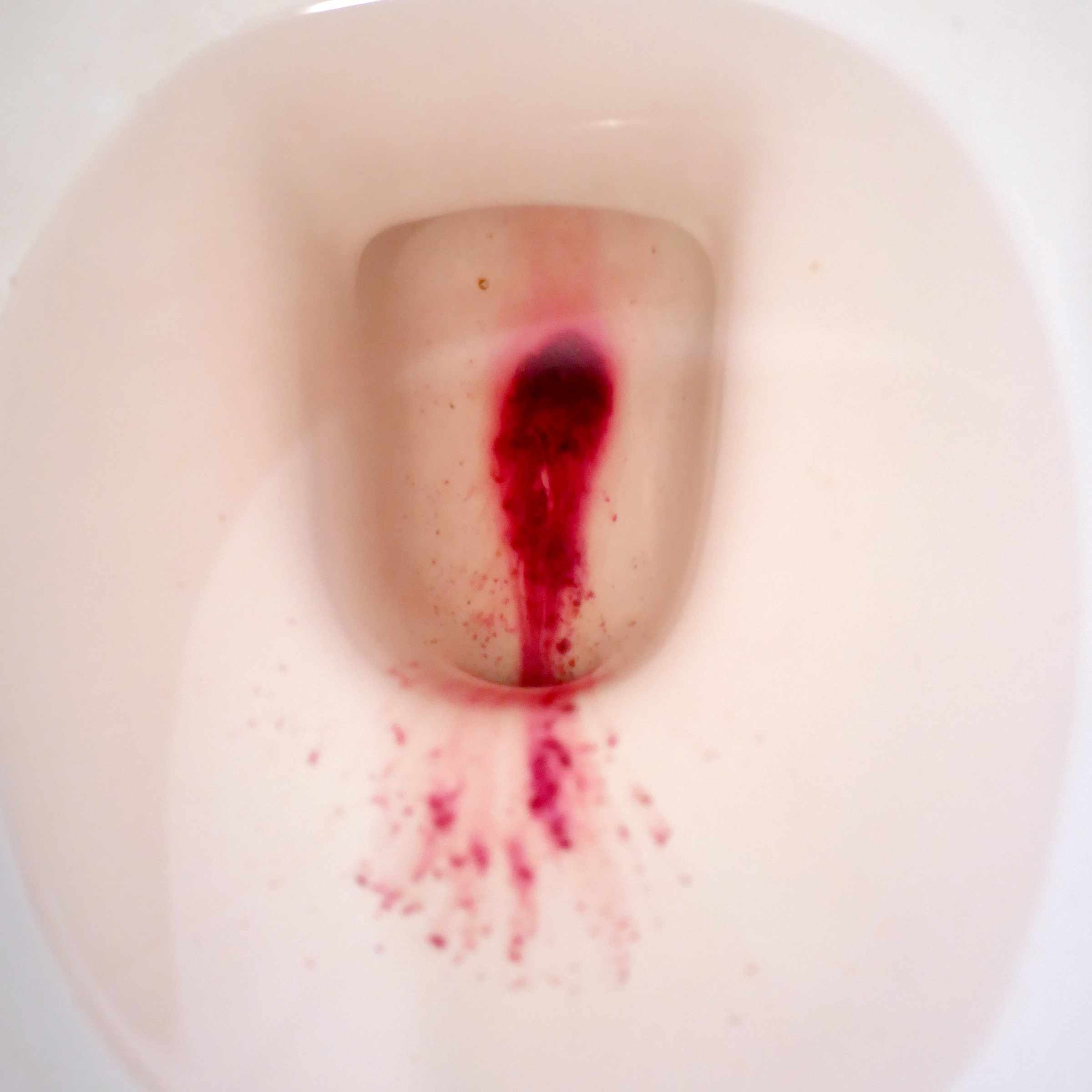
دم الحيض في الحيض المرحاض

علم الجنس النسوي أو السكسولوجيا النسوية، فرع من الدراسات التقليدية لعلم الجنس يركز على تقاطعية الجنس والجندر فيما يتعلق بالحياة الجنسية للمرأة. يملك علم الجنس أسسًا في التحليل النفسي، وتحديدًا في النظرية الفرويدية، التي لعبت دورًا كبيرًا في بداية علم الجنس. يسعى مجال علم الجنس النسوي الذي بدأ كرد فعل ليكون شاملاً لتجارب النشاط الجنسي ولهدم الأفكار الإشكالية التي عبر عنها علم الجنس في الماضي. يشترك علم الجنس النسوي في العديد من المبادئ مع مجال علم الجنس الشامل، فهو على وجه الخصوص لا يحاول وصف مسار معين أو طبيعي لجنسانية المرأة، بل يلاحظ ويشير فقط إلى الطرق المختلفة والمتنوعة التي تعبر بها المرأة عن حياتها الجنسية. يُعد هذا المبحث ذا عمر قصير، لكنه مجال ينمو بسرعة.

## المواضيع
تشمل العديد من الموضوعات التي يدرسها اختصاصيو علم الجنس النسوي (على سبيل المثال لا الحصر) الحقوق الإنجابية والعمل الجنسي وهويات المثليين والمتحولين جنسياً والزواج والبورنوغرافيا والأدوار الجندرية. أنجِز الكثير من العمل في مجال علم الجنس النسوي خلال العقود القليلة الماضية، إذ ركز على حركات التحرر الجنسي في ستينيات وسبعينيات القرن الماضي، وإدخال وسائل فعالة وناجعة لمنع الحمل، والرؤية المثلية الأنثوية والتحول الجنسي والأمواج الأقوى من النساء اللاتي تولين مسؤولية حياتهن. كان هناك الكثير من النقاش حول ما إذا كانت الثورة الجنسية مفيدة حقًا للنساء، إذا كان من الممكن حقًا تحقيق موقف مؤيد للجنس في سياق المجتمع الغربي، ولكن مع رفع أصوات جديدة، يمكن جمع طبقات من التفسير والمعرفة.
- المثلية الأنثوية - تُعد المثلية موضوعًا رئيسيًا في علم الجنس النسوي. عادة ما يُنسى كل من المجتمع والثقافة المثلية الأنثوية من قبل المجتمع الأعم، مسفرا في النهاية عن إهمال النساء المثليات وتجاهلهن في الأماكن العامة والمهنية. ففي مكان العمل مثلا، ما يزال الطابع الجنسي يغلب على النساء المثليات وغالبًا ما يجبرن على لعب دور «الأنثى المغايرة جنسيًّا». تناقش المنظرة النسوية أدريان ريتش هذا النوع من الاضطهاد في مقالها «المغايرة الجنسية الإلزامية». تدعي أدريان ريتش أنه:

«تتحمل النساء التحرش الجنسي للحفاظ على وظائفهن ويتعلمن التصرف بطريقة لامبالية ومتملقة ومغايرة جنسيًا... تُتهم المرأة التي تكون حاسمة في مقاومة المفاتحات الجنسية في مكان العمل بالتيبس أو البرود الجنسي أو المثلية».
تُعد المرأة المثلية ذات أهمية قصوى في المجتمع لأنها تحمل ثقل الحكم والاضطهاد على كتفيها من أجل الحب وتقدم المرأة. تكتب ريتش في الصفحة 649 من «المغايرة الجنسية الإلزامية»:
«يشمل الوجود المثلي الأنثوي كسر أحد التابوهات ورفض أسلوب الحياة الإلزامي».
- الدعارة - تناقش غايل روبن في مقالتها «التفكير في الجنس» تحول الدعارة من مهنة مقبولة اجتماعيًا إلى مهنة معزولة وموبوءة في مجتمع العصر الحديث. يُعرف هذا التحول في تصور المجتمع باسم «عصرنة الجنس». يعرف تحديث الجنس في حالة الدعارة بأنه: «تنظيم المجموعات الجنسية مثل البغايا والمثليين جنسيا والسادومازوخيين وما إلى ذلك ضمن إطار السكان المحليين. تشير روبن في الصفحة 156 من كتاب التفكير في الجنس إلى مهنة الدعارة ومكانتها في مجتمع اليوم قائلةً:

«العمل الجنسي مهنة... المومسات يشكلن مجتمعًا موصوما جنسيًا ويوصمن على أساس النشاط الجنسي... المومسات هن الفريسة الرئيسية لشرطة الرذائل».
ظهرت أيضًا في السنوات الأخيرة قوانين لمكافحة الدعارة، وتفكيك شبكات الدعارة في الولايات القضائية المحلية، وتقييد مختلف أشكال التجارة الجنسية. تكتب روبن، في الصفحة 163، كيف تبرَّر هذه الإجراءات:
«تُسوغ هذه الإجراءات من خلال تصويرها على أنها تهديد لصحة وسلامة النساء والأطفال... أو الحضارة نفسها. حتى عندما يُعترف بأن النشاط غير ضار، فقد يُحظر لأنه يُزعم أنه يؤدي إلى شيء أسوأ ظاهريًا».

## وصلات خارجية
- Electronic Journal of Human Sexuality (Institute for Advanced Study of Human Sexuality, San Francisco, California, USA)-
- Center For The Study of Sexualities (National Central University of Taiwan)-